# (6654) Luleå
(6654) Luleå es un asteroide perteneciente al cinturón de asteroides descubierto el 29 de febrero de 1992 por el Uppsala-ESO Survey of Asteroids and Comets desde el Observatorio de La Silla.

## Designación y nombre
Designado provisionalmente como 1992 DT6. Fue nombrado  por Luleå, centro de la industria siderúrgica en la costa noroeste del Golfo de Botnia y capital de la provincia sueca de Norrbotten, se remonta al siglo xiv como centro de comercio entre los samis del interior y la población del sur de Suecia.

## Características orbitales
Luleå está situado a una distancia media de 3,152 ua, pudiendo alejarse un máximo de 3,690 ua y acercarse un máximo de 2,614 ua. Tiene una excentricidad de 0,171 y la inclinación orbital 5,901 grados. Emplea 2044,23 días en completar una órbita alrededor del Sol.
Los próximos acercamientos a la órbita de Júpiter ocurrirán el 17 de julio de 2056, el 7 de marzo de 2067 y el 27 de octubre de 2077.
Pertenece a la familia de asteroides de (10) Hygiea.

## Características físicas
La magnitud absoluta de Luleå es 13,47. Tiene un diámetro de 11,654 km y su albedo se estima en 0,062.